# Krzysztof Jabłoński

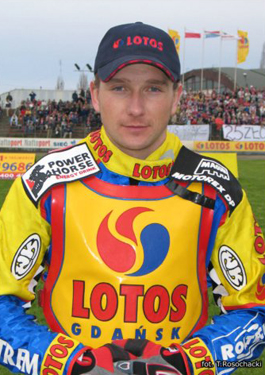
Krzysztof Jabłoński

Krzysztof Jabłoński, född 30 september 1977, är en polsk speedwayförare. Jabłoński kör inte  för någon klubb i Sverige, och Start Gniezno i Polen. Han har tidigare kört för Indianerna, Hammarby Speedway, Dackarna  Griparnaoch Västervik Speedway. 2006 blev han Europamästare. Han var 2009 med om att köra upp Valsarna i elitserien och kommer köra där även 2010. Jabłoński har en yngre bror, Mirosław, som även han kör speedway.